# Dosarul „Trofeul calității în construcții”
Dosarul „Trofeul calității în construcții” este un dosar de corupție din România în care a fost implicat fostul prim ministru Adrian Năstase.

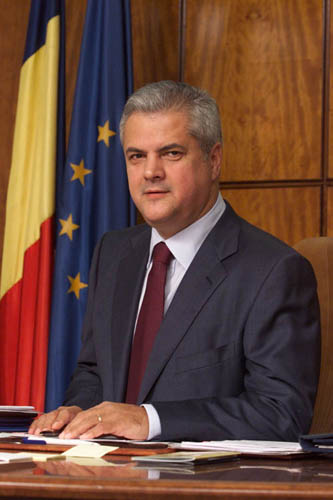
Adrian Năstase

Pe 9 iulie 2008 Adrian Năstase a fost pus sub urmărire penală de către Direcția Națională Anticorupție (DNA) în dosarul „Trofeul Calității în Construcții”.
Năstase a fost acuzat că și-ar fi finanțat campania electorală din 2004 din taxele plătite de firmele care s-au înscris la concursul „Trofeul Calității”, organizat, în acel an, de Inspectoratul de Stat în Construcții (ISC).
Pe 5 mai 2010 DNA l-a trimis în judecată pe Adrian Năstase, pentru luare de mită și șantaj, pe soția acestuia, Daniela Năstase, pentru complicitate la luare de mită și șantaj, și pe fostul inspector general de stat la Inspectoratul de Stat în Construcții, Irina Paula Jianu, pentru dare de mită și spălare bani.
Pe 20 iunie 2012 Adrian Năstase a fost condamnat definitiv, de magistrații Înaltei Curți de Casație și Justiție (ICCJ), la doi ani de închisoare cu executare în dosarul „Trofeul calității".
Condamnarea a fost pronunțată pentru „folosirea influenței sau autorității funcției de președinte al unui partid, în scopul obținerii pentru sine sau pentru altul de bani, bunuri sau alte foloase necuvenite”.
Lui Năstase i-a fost interzisă pentru o perioadă de doi ani exercitarea mai multor drepturi.
În plus, au mai fost condamnați Bogdan Popovici, fondatorul și președintele Forum Invest, unul dintre cele mai mari evenimente economice organizate în România și fondatul săptămânalulul economic Banii Noștri, la șase ani de închisoare cu executare pentru spălare de bani în formă continuată, complicitate la abuz în serviciu contra intereselor publice, în formă continuată și calificată, fals în înscrisuri sub semnatură privată, în forma continuată, precum și soția sa, Marina Ioana Popovici, la cinci ani de închisoare cu executare, pentru spălare de bani în formă continuată, complicitate la abuz în serviciu contra intereselor publice, în formă continuată și calificată, fals în înscrisuri sub semnatură privată, în forma continuată,
Mihail Cristian Vasile, director general al SC Eurografica SRL, la șase ani de închisoare.
Judecătorii au mai stabilit că Adrian Năstase și ceilalți inculpați sunt obligați să plătească 1,45 milioane euro despăgubiri către Inspectoratul de Stat în Construcții.
Conform Parchetului General București, în data de 20 iunie 2012, la reședința sa, în timp ce era așteptat de polițiști pentru a fi dus la închisoare, Adrian Năstase a încercat să se sinucidă cu un revolver "Smith & Wesson", calibrul 9 mm. Tentativa de suicid a fost soldată cu mai multe plăgi în zona gâtului.. Procurorii au ridicat arma și glonțul folosit. Arma folosită de Adrian Năstase în tentativa de sinucidere are o capacitate de 6 gloanțe, iar greutatea glonțului variază între 110 și 158 grains (între 7.13 și 10.24 grame), în funcție de model. Viteza pe care o atinge un glonț tras cu un revolver modelul "Smith & Wesson", calibrul 38 Special (9 mm), variază între 234 și 340 metri/secundă.
Adrian Năstase a fost transportat de urgență la Spitalul Floreasca unde a suferit o intervenție chirurgicală în dimineața zilei de 21 iunie 2012, rămânând sub supraveghere medicală la secția de Terapie Intensivă.
La data de 30 ianuarie 2013 Inspectoratul de Stat în Construcții a solicitat Judecătoriei Sectorului 1 executarea silită a lui Adrian Năstase, acesta datorându-i 3.300.000 RON. La data de 1 februarie 2013 Judecătoria Sectorului 1 a aprobat această cerere.